# Remain in Light
Remain in Light ist das vierte Studioalbum der US-amerikanischen Rockband Talking Heads und erschien am 8. Oktober 1980 auf dem Label Sire Records.

## Hintergrund
Remain in Light wurde zwischen Juli und August 1980 in New York City und in Nassau eingespielt. Es ist das dritte und letzte Album der Band, das in Zusammenarbeit mit Brian Eno entstand. Stilistisch betrachtet bewegt sich Remain in Light in den für Talking Heads typischen Genres New Wave und Post-Punk. Da es durch die Verwendung afrikanischer Polyrhythmik jedoch vollkommen neue Elemente in diese Musikstile einbrachte, wird es häufig in Verbindung mit Worldbeat und Afropop gebracht. Zudem wurden vielfach funkartige Rhythmen in die Musik eingearbeitet. Wesentlichen Einfluss auf die Entstehung von Remain in Light hatte das Album Afrodisiac des Afrobeat-Pioniers Fela Kuti aus dem Jahr 1973. Ebenso weist das Album Inspirationen aus Hip-Hop und elektronischer Musik auf.
Die beiden Singles, die von dem Album ausgekoppelt wurden, hatten im Vergleich zum Album eher geringen Erfolg. Once in a Lifetime erschien im Februar 1981 und erreichte in den UK Top 40 immerhin Platz 14, tauchte in den Staaten jedoch erst 1986 in den Billboard Hot 100 auf, wo die Single mit Platz 91 ihren Höhepunkt erreichte. Die B-Seite enthielt Seen and Not Seen. Die zweite Single erschien im Mai 1981. Sie enthielt einen Remix von Houses in Motion, auf der B-Seite befand sich The Overload. Nennenswerte Chart-Erfolge erzielte sie nicht.
Das Artwork des Covers entwarfen Frantz und Weymouth auf einem Mainframe-Rechner des Massachusetts Institute of Technology. Es ist eines der frühesten computergenerierten Coverdesigns.

## Titelliste
Alle Songs stammen aus der Feder von David Byrne, Brian Eno, Chris Frantz, Jerry Harrison und Tina Weymouth.
Seite 1
1. Born Under Punches (The Heat Goes On) – 5:46
2. Crosseyed and Painless – 4:45
3. The Great Curve – 6:26

Seite 2
1. Once in a Lifetime – 4:19
2. Houses in Motion – 4:30
3. Seen and Not Seen – 3:20
4. Listening Wind – 4:42
5. The Overload – 6:00

## Wiederveröffentlichungen
Am 10. Januar 2006 veröffentlichte Rhino Records Remain in Light auf DualDisc mit vier Bonustracks auf der CD-Seite. Die DVD-Seite enthält das Album in 5.1-Raumklang, eine Fotogalerie und Videos zu Crosseyed and Painless und Once in a Lifetime.
CD-Bonustracks
1. Fela’s Riff (Unfinished Outtake) – 5:19
2. Unison (Unfinished Outtake) – 4:49
3. Double Groove (Unfinished Outtake) – 4:27
4. Right Start (Unfinished Outtake) – 4:07

Am 16. Januar 2006 veröffentlichte Sire die oben aufgeführte Rhino-Version von Remain in Light auf CD mit separater DVD. Das Bonusmaterial ist identisch zur Hybrid-Ausgabe.

## Rezeption
Remain in Light gilt aufgrund der damals einzigartigen Verschmelzung von Pop mit Weltmusik als eines der einflussreichsten Alben der 1980er Jahre und wird als Opus Magnum der Band bewertet.
Das Magazin Rolling Stone wählte es 2003 auf Platz 126, 2012 auf Platz 129 und 2020 auf Platz 39 der 500 besten Alben aller Zeiten sowie auf Platz 4 der 100 besten Alben der 1980er Jahre. 2021 erreichte Once in a Lifetime Platz 28 der 500 besten Songs aller Zeiten.
New Musical Express führt Remain in Light auf Platz 54 der 500 besten Alben aller Zeiten.
In der Auswahl der 100 besten Alben aller Zeiten des Guardians belegt das Album Platz 43.
Die Zeitschrift Uncut führt es auf Platz 106 der 200 besten Alben aller Zeiten.
Pitchfork wählte Remain in Light 2002 auf Platz 2 der 100 und 2018 auf Platz 5 der 200 besten Alben der 1980er Jahre. Once in a Lifetime erreichte Platz 8 der 200 besten Songs des Jahrzehnts.
2017 wurde Remain in Light in die National Recording Registry der Library of Congress aufgenommen.

„Ein seltsames, synthetisches, polyrhythmisches Kunstwerk mit afrikanischen Einflüssen, das mich in jeder Hinsicht verwirrt
hat. Bei guten Alben ist es meist so, dass man am Anfang nicht weiß, womit man es da eigentlich zu tun hat. Aber man ist
fasziniert davon, und beim ungefähr sechsten Hören offenbart es sich einem langsam. Beim zehnten Hören ist man dann
völlig begeistert, aber auch beim 30. Hören entdeckt man immer noch etwas Neues. Remain in Light hat mir das beigebracht.
Die Platte hat mich verändert und aufgeklärt. Sie hat mir gezeigt, was Musik alles bewirken kann, wie Songsstrukturen
auch aussehen können, oder wie Schlagzeugparts mit anderen Parts interagieren können. Seit ich angefangen habe, selber
Musik zu machen, ist dieses wundervolle Album etwas, das ich immer zu Rate ziehen kann. Das Tolle ist, dass man sich
der Platte auch später noch aus so vielen unterschiedlichen Richtungen nähern kann, ohne dass sie ihre Rätsel verliert.“

Remain in Light gehört zu den 1001 Albums You Must Hear Before You Die.

## Auszeichnungen für Musikverkäufe
| Land/Region                  | Auszeichnungen für Musikverkäufe (Land/Region, Auszeichnung, Verkäufe) | Verkäufe |
| ---------------------------- | ---------------------------------------------------------------------- | -------- |
| Kanada (MC)                  | Gold                                                                   | 50.000   |
| Vereinigte Staaten (RIAA)    | Gold                                                                   | 500.000  |
| Vereinigtes Königreich (BPI) | Gold                                                                   | 100.000  |
| Insgesamt                    | 3× Gold ·                                                              | 650.000  |

## Nachwirkung
2018 veröffentlichte die beninisch-französische Sängerin Angélique Kidjo eine Neueinspielung von Remain in Light, bei der sie die afrikanischen Einflüsse der Musik herausarbeitete.